# Joseph Wettinck
Joseph Augustin Wettinck (Luik, 6 november 1852 - Jemeppe-sur-Meuse, 9 september 1907) was een Belgisch politicus en volksvertegenwoordiger.

## Biografie
Voor zijn politieke carrière was Wettinck mijnwerker. Als politicus zetelde hij van 21 oktober 1894 tot zijn overlijden voor de Belgische Werkliedenpartij in de Kamer van volksvertegenwoordigers voor het arrondissement van Luik Hij werd opgevolgd door Léon Troclet.
In Jemeppe-sur-Meuse is een straat naar hem genoemd.